# Alejandro Núñez
Alejandro Núñez (ur. 25 lutego 1984 w Madrycie) – hiszpański kierowca wyścigowy.

## Kariera

### Formuła 3
Núñez rozpoczął karierę w wyścigach samochodowych w 2002 roku, od startów w Hiszpańskiej Formuły 3. Z dorobkiem 32 punktów uplasował się na 15. miejscu w klasyfikacji generalnej. Rok później w ciągu siedmiu wyścigów zdobył 28 punktów, co dało mu 17 pozycję w klasyfikacji. W 2004 roku było już nieco lepiej. Choć znów nie stawał na podium, jego dorobek punktowy sięgnął 27 punktów. Tym razem był dziesiąty. W tym samym sezonie wystąpił również w Formule 3 Euroseries, gdzie jednak nie zdobywał punktów. W sezonie 2005 pojawił się na starcie w Brytyjskiej Formule 3 oraz w Formule 3 Euroseries. Tylko w Euro Series punktował, lecz był to tylko jeden punkt. Dał mu on 21. miejsce w klasyfikacji końcowej. W 2006 roku w Formule 3 Euroseries znów nie zdobywał punktów, ale w Hiszpańskiej Formuły 3 zdobył jeden punkt. Był tam dwudziesty. 

### Formuła Renault 3.5
Na sezon 2007 Hiszpan podpisał kontrakt z brytyjską ekipą Red Devil Team Comtec na starty w Formule Renault 3.5. I tam właśnie po raz pierwszy w karierze wygrał wyścig. Z dorobkiem 31 punktów ukończył sezon na 18 lokacie w klasyfikacji generalnej.

## Statystyki
| Sezon | Seria                                | Zespół                | Wyścigi | Zwycięstwa | PP | NO | Podium | Punkty | Pozycja |
| ----- | ------------------------------------ | --------------------- | ------- | ---------- | -- | -- | ------ | ------ | ------- |
| 2002  | Hiszpańska Formuła 3                 | Scualo Competicion    | 13      | 0          | 0  | 0  | 0      | 32     | 15      |
| 2002  | Hiszpańska Formuła 3                 | Elide Racing          | 13      | 0          | 0  | 0  | 0      | 32     | 15      |
| 2002  | Formula Lliure                       | Skualo Competició     |         |            |    |    |        | 0      | NS      |
| 2003  | Hiszpańska Formuła 3                 | E.V. Racing           | 7       | 0          | 0  | 0  | 0      | 28     | 17      |
| 2003  | Hiszpańska Formuła 3                 | Azteca Motorsport     | 7       | 0          | 0  | 0  | 0      | 28     | 17      |
| 2004  | Hiszpańska Formuła 3                 | GTA Motor Competicion | 14      | 0          | 0  | 0  | 0      | 27     | 10      |
| 2004  | Hiszpańska Formuła 3                 | Meycom Sport          | 14      | 0          | 0  | 0  | 0      | 27     | 10      |
| 2004  | Formuła 3 Euroseries                 | Swiss Racing Team     | 10      | 0          | 0  | 0  | 0      | 0      | NS      |
| 2004  | Hiszpańska Formuła 3 (edycja zimowa) |                       | 2       | 0          |    |    | 0      | 0      | NS      |
| 2004  | Masters of Formula 3                 | Swiss Racing Team     | 1       | 0          | 0  | 0  | 0      | N/A    | NS      |
| 2005  | Formuła 3 Euroseries                 | HBR Motorsport        | 20      | 0          | 0  | 0  | 0      | 1      | 21      |
| 2005  | Brytyjska Formuła 3                  | HBR Motorsport        | 4       | 0          | 0  | 0  | 0      | 0      | NS      |
| 2005  | Masters of Formula 3                 | HBR Motorsport        | 1       | 0          | 0  | 0  | 0      | N/A    | NS      |
| 2006  | Formuła 3 Euroseries                 | Prema Powerteam       | 20      | 0          | 0  | 0  | 0      | 0      | NS      |
| 2006  | Hiszpańska Formuła 3                 | Elide Racing          | 3       | 0          | 0  | 0  | 0      | 1      | 20      |
| 2006  | Masters of Formula 3                 | Prema Powerteam       | 1       | 0          | 0  | 0  | 0      | N/A    | 17      |
| 2007  | Formuła Renault 3.5                  | Red Devil Team Comtec | 16      | 1          | 0  | 0  | 2      | 31     | 18      |
| 2008  | Międzynarodowa Formuła Master        | Trident Racing        | 10      | 0          | 0  | 0  | 1      | 10     | 17      |
| 2008  | Hiszpańska Formuła 3                 | Meycom Sport          | 2       | 0          | 0  | 0  | 0      | 0      | NS      |
| 2008  | International GT Open GTA            | Jesus Diaz Villarroel | 2       | 0          | 0  | 0  | 0      | 0      | NS      |
| 2008  | Porsche Supercup                     | Racing Team Jetstream | 2       | 0          | 0  | 0  | 0      | 1      | 31      |

## Wyniki w Formule Renault 3.5
| Legenda oznaczeń w tabelach wyników Wyświetl szablon na nowej stronie | Legenda oznaczeń w tabelach wyników Wyświetl szablon na nowej stronie                                                                     |
| Oznaczenie                                                            | Wyjaśnienie |
| --------------------------------------------------------------------- | --- |
| Złoty                                                                 | Zwycięzca lub mistrzostwo |
| Srebrny                                                               | 2. miejsce lub wicemistrzostwo |
| Brązowy                                                               | 3. miejsce lub II wicemistrzostwo |
| Zielony                                                               | Ukończył, punktował (w klasyfikacji generalnej, gdy zdobył co najmniej jeden punkt na przestrzeni sezonu, poza trzema powyższymi opcjami) |
| Niebieski                                                             | Ukończył, nie punktował (w klasyfikacji generalnej, gdy nie zdobył co najmniej jednego punktu na przestrzeni sezonu)                      |
| Czerwony                                                              | Nie zakwalifikował się (NZ) |
| Czerwony                                                              | Nie prekwalifikował się (NPK) |
| Różowy                                                                | Nie ukończył (NU) |
| Różowy                                                                | Niesklasyfikowany (NS) (w klasyfikacji generalnej, gdy nie został sklasyfikowany w żadnym wyścigu sezonu)                                 |
| Czarny                                                                | Zdyskwalifikowany (DK) |
| Czarny                                                                | Wykluczony (WYK/EX) |
| Biały                                                                 | Nie wystartował (NW) |
| Biały                                                                 | Kontuzjowany (K/INJ) |
| Biały                                                                 | Wyścig odwołany (OD/C) |
| Bez koloru                                                            | Został wycofany (WYC/WD) |
| Bez koloru                                                            | Nie przybył (NP/DNA) |
| Bez koloru                                                            | Nie brał udziału w treningach (NT/DNP) |
| Bez koloru                                                            | Nie został zgłoszony (–) |
| Pogrubienie                                                           | Start z pole position |
| Kursywa                                                               | Najszybsze okrążenie wyścigu |
| †                                                                     | Nie ukończył, ale jego rezultat został zaliczony ze względu na przejechanie więcej niż 90% dystansu wyścigu.                              |
| *                                                                     | Sezon w trakcie |
| 1/2/3                                                                 | Punktowana pozycja w sprincie kwalifikacyjnym                                                                                             |
| Lista systemów punktacji Formuły 1                                    | |

| Rok  | Zespół                | Wyniki w poszczególnych eliminacjach | Wyniki w poszczególnych eliminacjach | Wyniki w poszczególnych eliminacjach | Wyniki w poszczególnych eliminacjach | Wyniki w poszczególnych eliminacjach | Wyniki w poszczególnych eliminacjach | Wyniki w poszczególnych eliminacjach | Wyniki w poszczególnych eliminacjach | Wyniki w poszczególnych eliminacjach | Wyniki w poszczególnych eliminacjach | Wyniki w poszczególnych eliminacjach | Wyniki w poszczególnych eliminacjach | Wyniki w poszczególnych eliminacjach | Wyniki w poszczególnych eliminacjach | Wyniki w poszczególnych eliminacjach | Wyniki w poszczególnych eliminacjach | Wyniki w poszczególnych eliminacjach | Punkty | Pozycja |
| ---- | --------------------- | ------------------------------------ | ------------------------------------ | ------------------------------------ | ------------------------------------ | ------------------------------------ | ------------------------------------ | ------------------------------------ | ------------------------------------ | ------------------------------------ | ------------------------------------ | ------------------------------------ | ------------------------------------ | ------------------------------------ | ------------------------------------ | ------------------------------------ | ------------------------------------ | ------------------------------------ | ------ | ------- |
| 2007 | Red Devil Team Comtec | ITA                                  | ITA                                  | DEU                                  | DEU                                  | MON                                  | HUN                                  | HUN                                  | BEL                                  | BEL                                  | GBR                                  | GBR                                  | FRA                                  | FRA                                  | PRT                                  | PRT                                  | ESP                                  | ESP                                  | 31     | 18      |
| 2007 | Red Devil Team Comtec | NU                                   | 13                                   | 13                                   | 11                                   | NU                                   | 8                                    | 1                                    | 11                                   | 8                                    | 14                                   | 9                                    | 13                                   | 9                                    | NU                                   | 22                                   | 10                                   | 3                                    | 31     | 18      |